# 1-Chlornaphthalin
1-Chlornaphthalin ist ein chloriertes Derivat des Naphthalins und zählt zu den Chloraromaten.

## Gewinnung und Darstellung
1-Chlornaphthalin wird direkt durch Chlorierung von Naphthalin gewonnen, wobei neben den beiden monochlorierten isomeren Verbindungen 1-Chlornaphthalin und 2-Chlornaphthalin auch höher substituierte Derivate wie Dichlor- und Trichlornaphthaline entstehen.

## Verwendung
1-Chlornaphthalin wurde bis in die 1970er-Jahre als ein gebräuchliches Lösungsmittel für Öle, Fette sowie DDT eingesetzt. Außerdem wird es zum Bestimmen des Brechungsindexes von Kristallen verwendet. 1-Chlornaphthalin wurde ab den 1920er-Jahren bis in die 1970er-Jahre im Gemisch mit höher chlorierten Chlornaphthalinen in Holzschutzmitteln verwendet. Sie stellten bis in die 1950er-Jahre die wichtigsten synthetischen Wirkstoffe mit fungiziden und insektiziden Eigenschaften dar, wurden dann aber durch Pentachlorphenol (PCP) verdrängt.